# Свято-Троицкий храм (Старая Купавна)
Свято-Троицкий храм (Старая Купавна) — приходской храм Балашихинской епархии Русской православной церкви, памятник архитектуры регионального значения середины XVIII — начала XX века. Храм возведён в 1751 году в селе Купавна (ныне город Старая Купавна). Позже храм неоднократно перестраивался.